# (19136) Strassmann
(19136) Strassmann es un asteroide perteneciente al cinturón de asteroides, descubierto el 10 de enero de 1989 por Freimut Börngen desde el Observatorio Karl Schwarzschild, en Tautenburg, Alemania.

## Designación y nombre
Designado provisionalmente como 1989 AZ6. Fue nombrado Strassmann en honor a Friedrich Wilhelm Strassmann colaborador en el Instituto Kaiser-Wilhelm de Berlín y fue profesor de la Universidad de Maguncia desde 1946, trabajó en radio-nucleidos artificiales  y los métodos para la determinación de la edad geológica.

## Características orbitales
Strassmann está situado a una distancia media del Sol de 2,597 ua, pudiendo alejarse hasta 2,865 ua y acercarse hasta 2,329 ua. Su excentricidad es 0,103 y la inclinación orbital 4,774 grados. Emplea 1529 días en completar una órbita alrededor del Sol.

## Características físicas
La magnitud absoluta de Strassmann es 14,8. Tiene 3,941 km de diámetro y su albedo se estima en 0,114.